# Ил-114
Ил-114 — советский и российский турбовинтовой ближнемагистральный (региональный) пассажирский самолёт, разработанный в 1980-х годах в КБ Ильюшина. Самолёт предназначался для замены самолётов семейства Ан-24, а на некоторых региональных направлениях — турбореактивных Ту-134 и Як-40. До 2012 года серийное производство велось на Ташкентском авиационном производственном объединении имени В. П. Чкалова, бывшем заводе № 84. Первый полёт состоялся 29 марта 1990 года. Всего было произведено 20 машин, из которых в эксплуатации 2, разрушены 3, остальные на хранении.
Ил-114 спроектирован с учётом особенностей эксплуатации в арктических и антарктических районах, где он со временем заменил бы Ил-14 и Ил-18, способен перевозить не менее 60 пассажиров, имеет коммерческую нагрузку 5400 кг, практическую дальность — 1000 км, крейсерскую скорость 500 км/ч, высоту полёта 6000—7200 метров.
Самолёт предназначен для эксплуатации с относительно коротких ВПП (согласно карте типа — от 1300 м), имеющих бетонное покрытие (сертификат типа, вопреки часто встречающимся утверждениям, не разрешает эксплуатацию самолёта с грунтовых ВПП). В его конструкцию заложен принцип автономности от наземных источников питания, что позволяет использовать его в малооборудованных аэропортах, расширяя таким образом географию его применения.
В 2019 году производство Ил-114 возобновлено на ПАО ВАСО, совместно с корпорацией МиГ; первый полёт возобновлённого полностью российского самолёта Ил-114-300 состоялся 16 декабря 2020 года.
В июле 2024 года появились сведения, что Объединенная авиастроительная корпорация (ОАК) сертифицировала новый региональный самолет Ил-114-300, который предназначен для замены Ан-24 на региональных маршрутах. Этот самолет оснащен современной авионикой и «стеклянной» кабиной, что делает его более удобным и безопасным для пилотов. В конструкции Ил-114-300 увеличена доля композитных материалов, что способствует снижению веса и повышению прочности самолета. Новые турбовинтовые двигатели ТВ7-117СТ-01, разработанные Объединенной двигателестроительной корпорацией (ОДК), другой компанией, входящей в Ростех, обеспечивают высокую экономичность и надежность самолета. Представители корпорации подчеркнули, что турбовинтовые самолеты, такие как Ил-114-300, экономически выгодны для коротких рейсов и могут успешно эксплуатироваться на небольших аэродромах, включая те, которые имеют грунтовые взлетно-посадочные полосы, а реактивные самолеты не подходят для таких условий эксплуатации. Турбовинтовые пассажирские самолеты широко используются по всему миру, и среди наиболее известных примеров можно назвать канадский De Havilland Canada Dash 8 и самолеты семейства ATR 42/72.

## История создания
В начале 1980-х годов ОКБ им. Ильюшина выступило с инициативным предложением о создании нового турбовинтового (ТВД) пассажирского 60-местного самолёта для местных авиалиний Ил-114. В тот период многие зарубежные фирмы вели разработки аналогичных самолётов с ТВД — ATR-42 (ATR-72), Fokker 50, Dash 8-300, SAAB 2000. Предложенный проект самолёта Ил-114 рассматривался как замена устаревшему Ан-24, который уже перестал удовлетворять требованиям времени и парк которых стал быстро сокращаться из-за выработки ресурса. Самолёт Ил-114 предназначался для замены, также на ряде местных линий, турбореактивных самолётов Як-40 и Ту-134. Инициатива ОКБ была поддержана, и в 1986 году вышло постановление Совета министров СССР о разработке самолёта.
Генеральный конструктор Ил-114 — Г. В. Новожилов. Главный конструктор Ил-114 — Н. Д. Таликов.
При разработке самолёта особое внимание было уделено снижению уровня шума, как на местности, так и в кабине. Для этой цели были разработаны шестилопастные малошумные винты СВ-34 (производства ОАО «НПП Аэросила») с системой синхронизации их вращения по частоте и фазам. Кроме этого, увеличен зазор между концами лопастей и обшивкой фюзеляжа. В перспективе ожидается использование на самолёте ТВД мощностью около 2800 л. с.

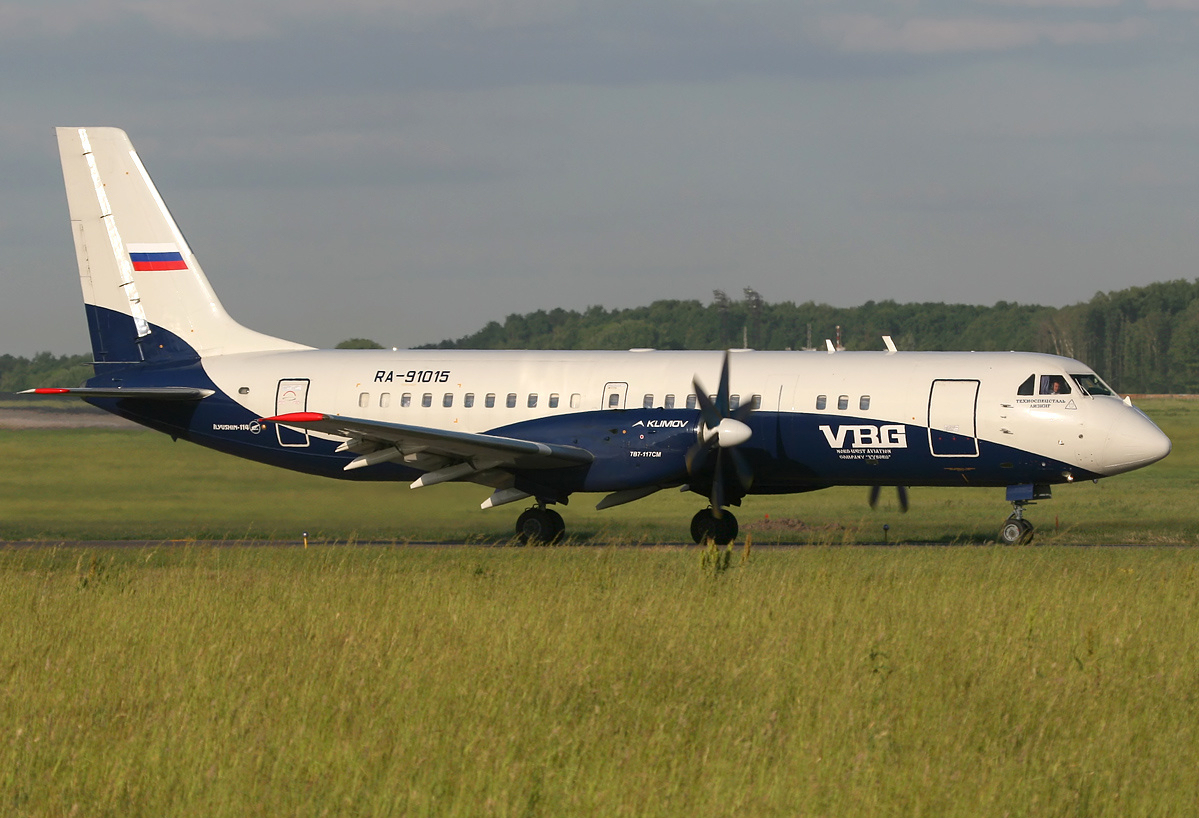
Ил-114 авиакомпании СЗАТК «Выборг»

Опытный самолёт Ил-114 выполнил первый полёт 29 марта 1990 года. Командир воздушного судна — Белоусов Вячеслав Семёнович — заслуженный лётчик-испытатель. 
Лётные и сертификационные испытания проходили в различных климатических условиях в Ташкенте, Якутске и Архангельске. Самолёт неоднократно демонстрировался на авиационных выставках в Париже, Фарнборо, Бангалоре, Берлине, Тегеране. 
Из-за недостатка средств сертификация чрезмерно затянулась, и только 24 апреля 1997 года самолёт был сертифицирован МАК (сертификат типа № 130—114).
Серийное производство предполагалось на Ташкентском авиационном производственном объединении им. Чкалова (ТАПОиЧ), где были созданы мощности по выпуску ста самолётов в год. 
В июле 2014 года президент России В. Путин дал поручение правительству рассмотреть вопрос организации серийного производства самолёта Ил-114 в России в ответ на экономические санкции против РФ. 
Согласно исследованиям ГосНИИГА, на российском рынке наблюдается острый дефицит региональных авиалайнеров, вследствие чего из одного областного центра в другой приходится летать через Москву, что подтвердил и глава Росавиации А. Нерадько. 
По оценке директора самарского завода «Авиакор» А. Гусева, освоение серийного производства Ил-114 может занять около пяти лет и потребовать инвестиций в размере 10—12 млрд рублей. 
27 августа появилось сообщение о том, что развёртывание производства Ил-114 для гражданской авиации признано нецелесообразным, но уже в октябре вице-премьер Д. Рогозин сообщил, что президент поддержал идею разработки пассажирского самолёта на базе Ил-114.
В 2014—2015 годах началась работа над проектом обновлённых пассажирских самолётов Ил-114 (по тогдашним планам, он должен был появиться в России к 2019 году) под обозначением Ил-114-300. 
В июне 2015 года обсуждались перспективы производства Ил-114-300 на площадках самарского «Авиакор».
В декабре 2016 года Правительство РФ издало распоряжения, согласно которому Министерству промышленности и торговли РФ поручается внести 1,517 млрд рублей в уставный капитал ОАК на производство Ил-114 и 2,4 млрд рублей — на модернизацию Ил-96, а также внести в уставный капитал ОДК 783 млн рублей на разработку и организацию производства двигателя ТВ7-117 для Ил-114 и 1,5 млрд рублей — на разработку перспективного двигателя сверхбольшой тяги ПД-35 для Ил-96.
По новому плану первый серийный Ил-114-300 должен быть создан на рубеже 2020—2021 годов.
В начале 2019 года объявлено, что сборку опытного экземпляра планируют закончить к лету 2019 года, лётные испытания намечены на 2020 год. «Авиационный комплекс им. С. В. Ильюшина» планирует производить около двенадцати Ил-114-300 ежегодно после 2021 года; однако в сентябре было сказано, что первый полёт обновлённого самолёта перенесён на ноябрь 2020 года, а сроки начала серийного производства сдвинуты на 2023 год.
В феврале 2020 года на заводе РСК «МиГ» в Луховицах стартовала агрегатная сборка первого создаваемого с нуля Ил-114-300 (второй опытный) по технологии серийного производства (сборка проходит по «Технологии бесстапельной сборки»).
На 2020 год директор программы Ил-114 — Максим Кузьменко.
16 декабря 2020 года свой первый испытательный полёт совершил Ил-114-300 (уже на новых российских двигателях ТВ7-117СТ-01) с аэродрома в Жуковском.
19 января 2021 года, в рамках программы лётных испытаний, состоялся очередной полёт Ил-114-300 (рег. 54114); полёт продолжался 2 часа 47 минут, проходил на высотах до 2000 метров и скоростях до 290 км/ч.
Ведутся работы над созданием четырёхдвигательной версии самолёта Ил-114, она будет максимально унифицирована с Ил-114-300, но отличаться большей дальностью и грузоподъёмностью.
В августе 2021 года Ил-114-300 запретили совершать перелёт на аэродром Кубинка в Подмосковье для участия в VII Международном военно-техническом форуме «Армия-2021», так как авиалайнер использует ту же модель двигателя (турбовинтовые ТВ7-117СТ), что и потерпевший накануне крушение Ил-112В.
Предполагалась сертификация в 2022 году, а начало серийного производства — с 2023 года. В августе-сентябре 2021 года Минпромторг заявил, что не ждёт изменения сроков сертификации и передачи Ил-114 из-за катастрофы Ил-112В; позднее было заявлено, что ранее запланированный срок начала серийного производства Ил-114-300 из-за катастрофы первого опытного экземпляра Ил-112В будет скорректирован.
26 мая 2022 года первый вице-премьер Андрей Белоусов утвердил программу поддержки закупки новых российских самолётов, согласно которой по словам топ-менеджмента ГТЛК первые 8 Ил-114-300 с новой компоновкой должны быть поставлены в 2024 году и ещё 8 в 2025 году.
В 2022 году опытный Ил-114-300  в небо не поднимался; в цехах Луховицкого авиационного завода продолжились наземные испытания первого опытного образца самолёта (б/н 54114). Второй опытный борт находился в высокой степени готовности, на третьем самолёте осуществлялась стыковка фюзеляжа. После завершения сборки и отладки эти машины примут участие в программе сертификационных испытаний.
В январе 2023 года двигатель ТВ-117СТ-01 получил сертификат типа Федерального агентства воздушного транспорта РФ №FATA-01033E.
31 марта 2024 года второй опытный борт совершил первый полет с аэродрома филиала ПАО «ОАК» — Луховицкого авиазавода им. П.А. Воронина.

## Конструкция

### Ил-114-100

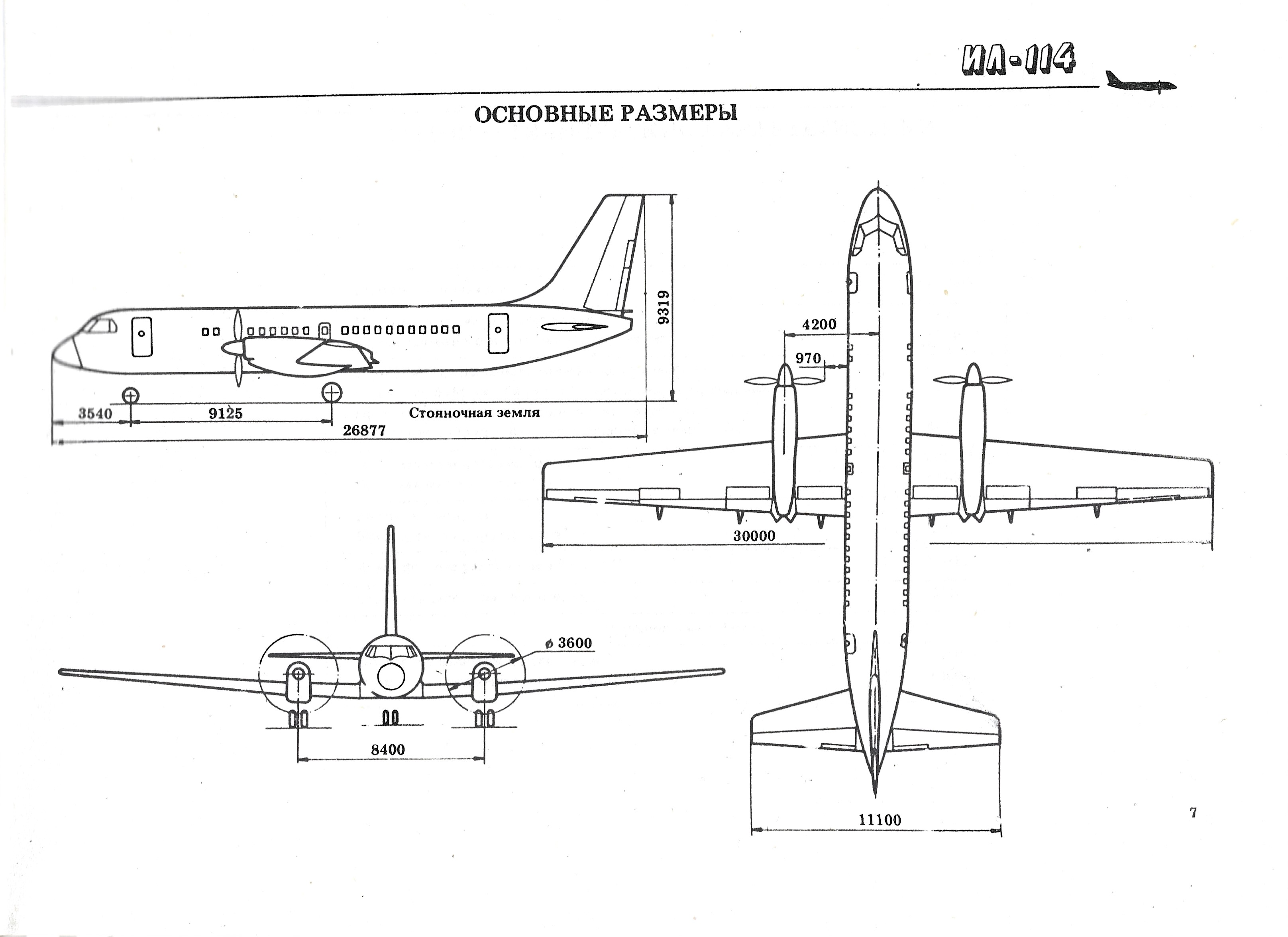
Размеры Ил-114

Двухмоторный турбовинтовой самолёт по схеме низкоплана с прямым крылом и однокилевым оперением.
На самолёте используется высокоэффективное крыло, спроектированное в ОКБ совместно с ЦАГИ.
Механизация крыла: двухщелевые закрылки; согласно сертификату типа позволяет совершать взлёт и посадку с ВПП длиной от 1300 м.
Фюзеляж круглого сечения диаметром 2,86 м, позволяет расположить в одном поперечном ряду два двухместных пассажирских кресла. Багаж пассажиров и попутные грузы размещаются в переднем багажнике на правом борту и в заднем грузоотсеке.
Использует двигатели ТВ7-117С/СМ (2620 л. с. на взлёте), производства Объединённой двигателестроительной корпорации (ОДК).
Винты СВ-34 — шестилопастные малошумные, с системой синхронизации их вращения по частоте и фазам.
Экипаж самолёта состоит из командира и второго пилота.
Самолёт оснащён цифровым комплексом авионики ЦПНК-114 с пятью цветными многофункциональными дисплеями, разработанными отечественными фирмами при содействии ГосНИИ АС и НИИАО. Навигационное оборудование позволяет совершать посадку в погодных условиях по категории II ИКАО[уточнить]. 
По желанию заказчиков самолёт может быть оборудован авионикой зарубежного производства.

### Ил-114-300
Для унификации с Ил-112 на самолёте Ил-114-300 устанавливаются два турбовинтовых двигателя ТВ7-117СТ–01 (3000 л. с. на взлёте). Самолёт рассчитан на автономную эксплуатацию в малооборудованных аэропортах, имеет встроенный трап для пассажиров. Шасси обеспечивает посадку на необорудованные аэродромы, имеющие как бетонированные, так и грунтовые покрытия. Навигационное оборудование позволяет совершать посадку в погодных условиях по категории II ИКАО.
Модернизированная силовая установка для Ил-114-300 включает форсированный турбовинтовой двигатель ТВ7-117СТ-01, воздушный винт АВ-112-114 с регулятором винта РСВ-34С-114, систему автоматического управления типа FADEC (САУ) БАРК-65СТМ и агрегаты топливной системы НР-65СМ, НП-65, АЗРТ-65.
Стоимость Ил-114-300:
- 16—20 млн долларов — каталожная стоимость Ил-114-300, к началу производства в 2018—2019 годах[42].
- 1,4 млрд рублей (ок. 19 млн долларов) — стоимость для российского заказчика согласно контракту в конце 2020[43].

## Модификации
| Название модели | Краткие характеристики, отличия. |
| --------------- | --- |

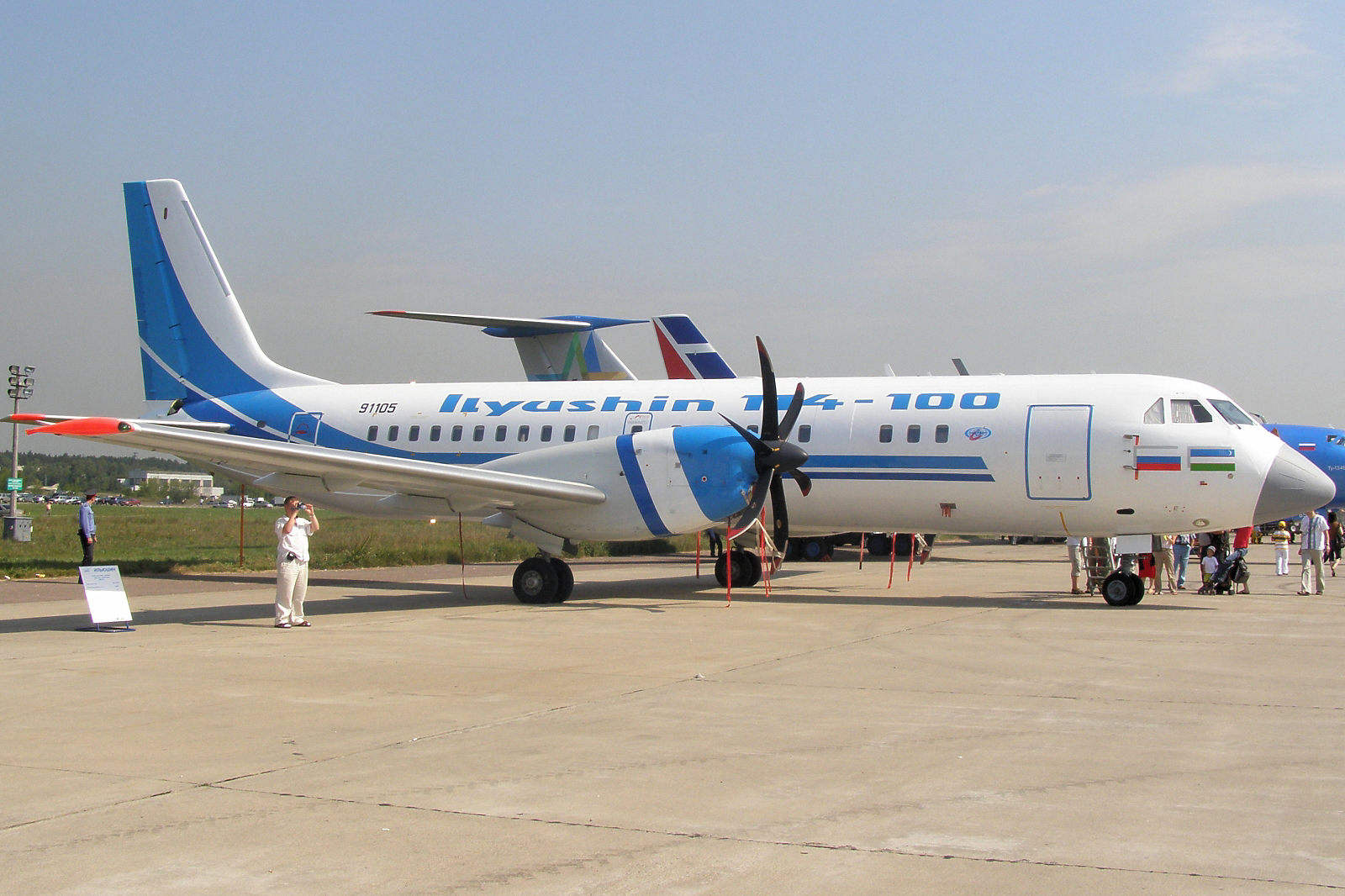
Ил-114-100

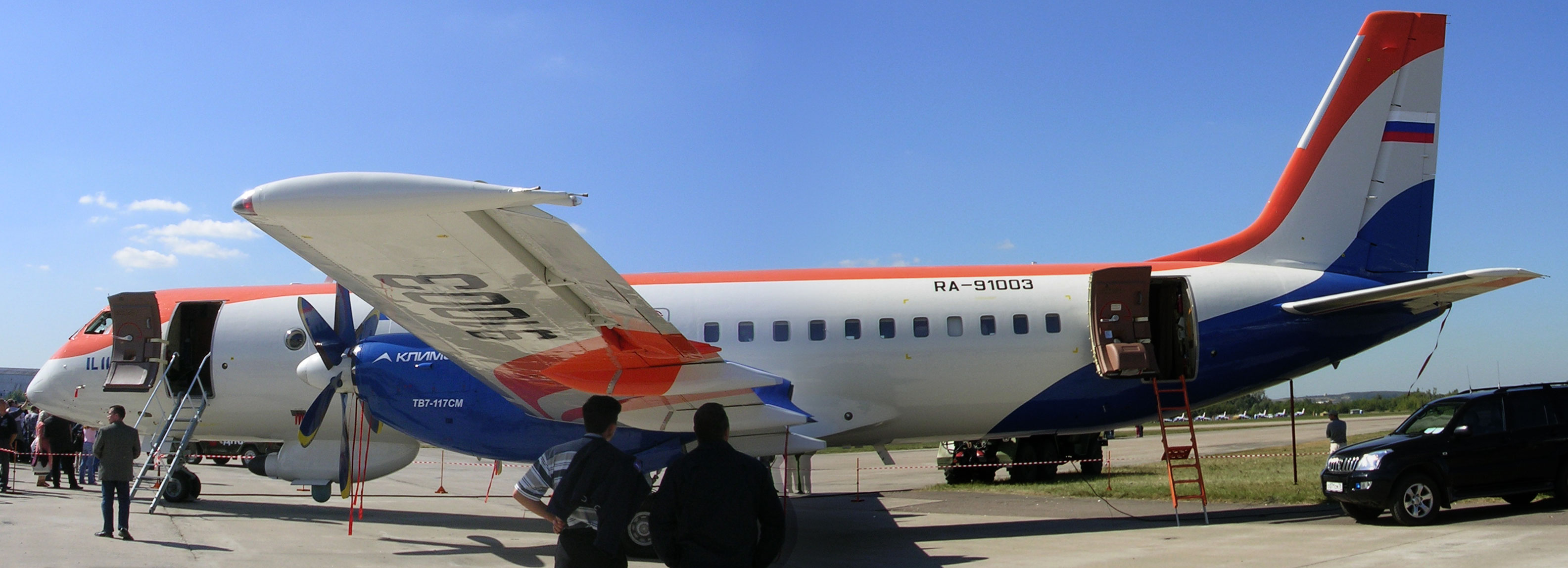
Летающая лаборатория на базе самолёта Ил-114

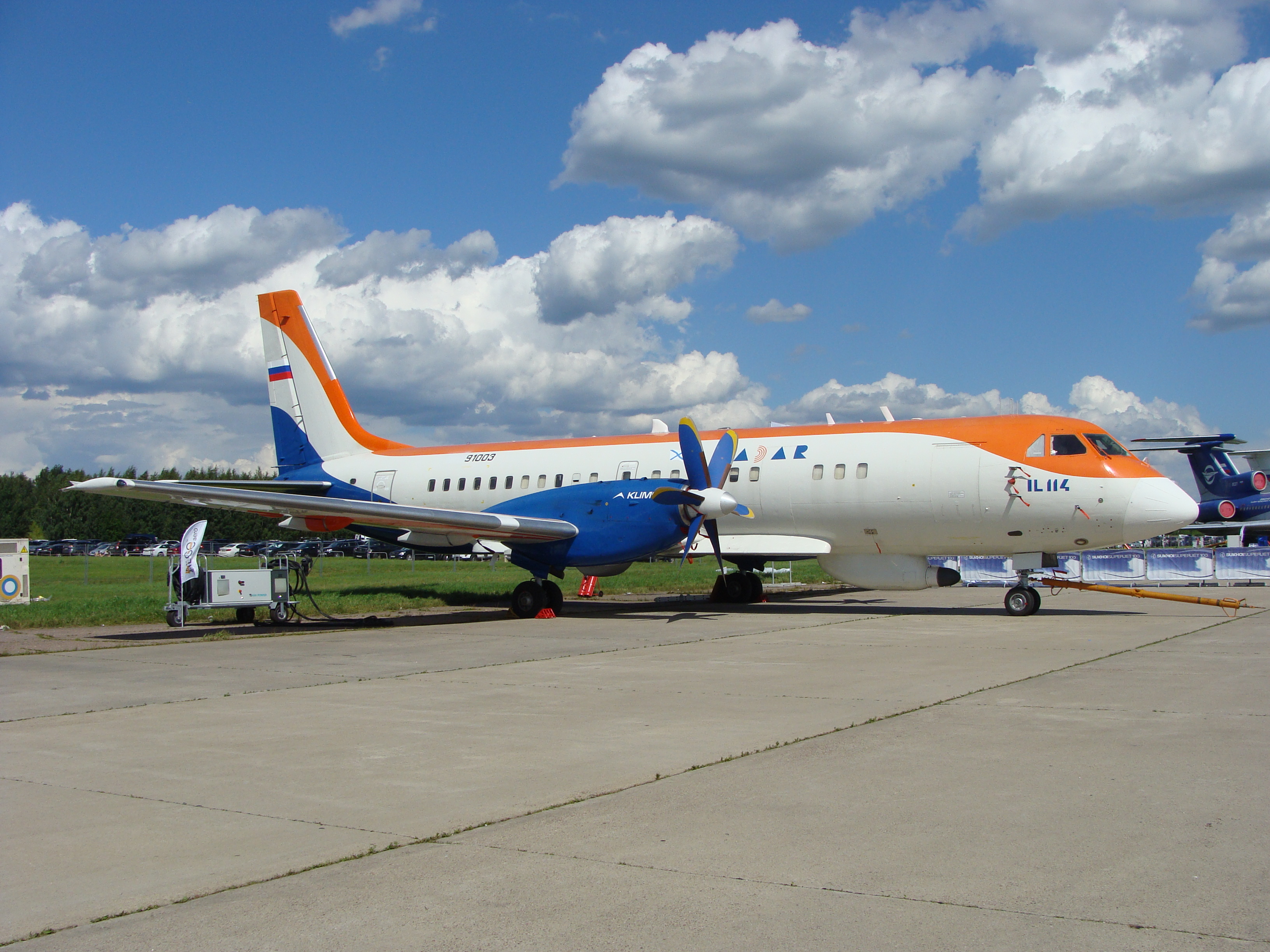
Летающая лаборатория на авиашоу МАКС 2017.

| Ил-114-100      | Другое обозначение — Ил-114РС — вариант с ТВД Pratt & Whitney 127H (2 × 2750 л. с.). Лётные испытания начались 26 января 1999 года, а в конце 1999 года он получил сертификат типа. От исходного варианта он отличается повышенной экономичностью и несколько увеличенной дальностью полёта с максимальной коммерческой нагрузкой. Весной 2001 года первые три самолёта переданы узбекской авиакомпании «O’zbekiston Havo Yo’llari», которая заказала 10 самолётов. Рынок самолётов данной модификации оценивается в 300 единиц. На 24 мая 2013 парк самолётов в «O’zbekiston Havo Yo’llari» составляет 7 машин, 6 из которых имеют новую авионику фирмы «Collins» (борт UK-91102 имеет российский ЦПНК и с 1 декабря 2011 года находится на хранении). |
| Ил-114-300      | Для унификации с Ил-112 на самолёте устанавливается два турбовинтовых двигателя ТВ7-117СТ-01 (мощность 3100 л. с.) с новыми малошумными шестилопастными воздушными винтами АВ112–114 и новое авиационное оборудование с применением совмещённого модернизированного блока управления двигателем и воздушным винтом БАРК-65СМ. |
| Ил-114ЛЛ        | Летающая лаборатория на базе Ил-114, изготовленная в Ташкенте по заказу Санкт-Петербургского научно-производственного предприятия «Радар ммс» в 2004 году для испытания производимого оборудования. Широкой публике самолёт был показан на МАКС-2005, где совершил ряд демонстрационных полётов. |
| Ил-114М         | Проект самолёта с ТВД ТВ7-117СМ и увеличенной взлётной массой. |
| Ил-114МА        | Проект самолёта Ил-114М с двигателями Pratt & Whitney Canada, рассчитанный на перевозку 74 пассажиров. |
| Ил-114МП        | Проект морского патрульного самолёта, способный вести борьбу против надводных кораблей и подводных лодок. |
| Ил-114П         | Проект патрульного самолёта для охраны территориальных вод и экономической морской зоны, оснащённый радиоэлектронным комплексом «Стриж». Имеет в хвостовой части удлинённый обтекатель для магнитомера. Продолжительность полёта — до 10 часов. |
| Ил-114ПР        | Проект самолёта для радиотехнической разведки и РЭБ. |
| Ил-114Т         | К проектированию грузового варианта Ил-114 приступили во второй половине 1994 года. Грузовой самолёт Ил-114Т отличается от исходного варианта грузовой кабиной, оснащённой напольной механизацией, обеспечивающей быстрое выполнение погрузочно-разгрузочных работ, средствами предотвращения смещения грузов и боковой дверью, расположенной с левого борта фюзеляжа за крылом. Дверь имеет размеры 3,25 м × 1,71 м и открывается вверх. Самолёт может перевозить 8 контейнеров 3АК-1 или 3АК-0,6, пять контейнеров 1АК-1,5, восемь поддонов ПА-1,5 или четыре поддона ПА-3,0, возможна перевозка навалочных грузов. Лётные испытания опытного самолёта начались в сентябре 1997 года в Ташкенте. Самолёт демонстрировался на авиасалоне МАКС-1997.    |
| Ил-114ФК        | Проект военного варианта для разведки и картографирования. |
| Ил-140          | Проект варианта для контроля тактической воздушной обстановки. |
| Ил-140М         | Проект самолёта для экологического мониторинга и проведения морских поисково-спасательных операций. |
| Ил-140ОРР       | Проект самолёта океанского разведчика рыбы. |

## Производство

### Ил-114-100
Серийное производство предполагалось на Ташкентском авиационном производственном объединении им. Чкалова (ТАПОиЧ), где были созданы мощности по выпуску ста самолётов в год. Ранее предполагалось выпускать самолёты также в Москве на МАПО им. Дементьева.
В постсоветский период авиакомпании стран СНГ не проявили большого интереса к Ил-114, серийное производство самолёта так и не началось. До 2012 года Ил-114 выпускался мелкосерийно на ташкентском ТАПОиЧ. Всего было построено 17 машин, два самолёта были потеряны в катастрофах. 
В 2012 году производство Ил-114 на ташкентском заводе было завершено, а завод переориентирован на другую деятельность. Тогда же руководство «Авиационного комплекса имени Ильюшина» предпринимало шаги по организации производства в модификации Ил-114-300 в России, так как, по его оценке, не менее ста таких самолётов потребуется различным ведомствам России до 2030 года.

### Ил-114-300
В октябре 2015 было оглашено решение о возобновлении производства самолёта на нижегородском заводе «Сокол», со сдачей к 2017 году первых машин на основе задела планеров производства Ташкентского авиастроительного завода.
Переговоры с Ташкентским авиазаводом о том, чтобы использовать их восемь оставшихся фюзеляжей, так и не были завершены к концу 2018 года.
По планам конца 2016 года, первый серийный Ил-114-300 должен был быть создан на рубеже 2020—2021 годов.
В 2019 году создание Ил-114 возобновлено на ПАО ВАСО, совместно с корпорацией МиГ; на конец 2021 собран один опытный экземпляр.
В будущем сборку 12 самолётов в год будет производить Луховицкий авиастроительный завод (ЛАЗ, «Луховицкий машиностроительный завод», г. Луховицы, входит в РСК «МиГ»).
ОАК переоснащает завод «Авиастар» в Ульяновске, на котором производятся узлы и агрегаты для Ил-114-300.
Первые поставки были запланированы на 2022 г., но  летом 2021 был назван новый срок серийного производства самолёта — 2023 год.
В кооперацию по программе Ил-114-300 входят: 
НАЗ «Сокол», 
«ЛАЗ им. П. А. Воронина» (финальная сборка), 
«Авиастар-СП», 
ПАО «ВАСО»; 
другие филиалы РСК «МиГ», 
ОАК, 
«Ростех».
В феврале 2020 года на заводе РСК «МиГ» в Луховицах стартовала агрегатная сборка первого создаваемого с нуля Ил-114-300 (второй опытный) по технологии серийного производства (сборка проходит по «Технологии бесстапельной сборки»).
В марте 2024 года были возобновлены лётные испытания. На 2025 год проводятся сертификационные полёты. Завершение сертификации планируется к октябрю 2025 года.

## Эксплуатация
С 2002 по 2010 год два самолёта Ил-114 (рег. номера RA-91014, 91015) эксплуатировались в России авиакомпанией «СЗАТК Выборг». Самолёты преимущественно использовались для чартерных полётов, в 2006—2007 гг. также выполняли регулярные рейсы Санкт-Петербург — Волгоград (планировались поставки авиакомпании третьего самолёта в модификации Ил-114-300, однако планы не были реализованы ввиду прекращения деятельности авиакомпании).
Семь самолётов Ил-114-100 эксплуатировались в авиакомпании «Ўзбекистон Ҳаво Йўллари» до 1 мая 2018 года. По причине низкой надёжности и малого ресурса двигателя ТВ7-117С первых серий и воздушного винта СВ-34, двигатели были заменены на Pratt & Whitney 127H.

### Эксплуатанты
- НПП «Радар ммс» (1 самолёт ИЛ-114ЛЛ) — самолёт-лаборатория[59].

#### Бывшие
- СЗАТК Выборг (2 самолёта) — Авиакомпания расформирована, самолёты были оставлены в аэропорту Пскова.
- Uzbekistan Airways (6-7 самолётов ИЛ-114-100)[44]. С 1 мая 2018 года а/к прекратила коммерческую эксплуатацию этих самолётов[60].

### Заказчики
В июне 2019 года директор корпорации «МиГ» Илья Тарасенко сообщил, что на обновлённый самолёт есть заказчики.
В сентябре 2019 года госпредприятие Красноярского края по обслуживанию региональных авиалиний, базирующееся в красноярском аэропорту Черемшанка, сообщило о соглашении о намерениях приобрести три самолёта Ил-114-300.
Первую серию из трёх Ил-114-300 закажет ГТЛК; первый серийный экземпляр заказчик ожидает в 2023 году, первые две машины планируется передать заказчику  в 2024 году.

## Катастрофы
По данным на 12 сентября 2023 года потеряно в катастрофах два самолёта типа Ил-114.
| Дата       | Бортовой номер | Тип (модификация) | Место катастрофы | Жертвы | Краткое описание                                      |
| ---------- | -------------- | ----------------- | ---------------- | ------ | ----------------------------------------------------- |
| 05.07.1993 | 54001          | Ил-114            | Раменское        | 5/9    | Испытательный полёт, отказ двигателя на взлёте.       |
| 05.12.1999 | 91004          | Ил-114Т           | Домодедово       | 5/7    | Грузовой рейс, взлёт с заклинившим рулём направления. |

Летом 2021 года в Подмосковье разбился прототип транспортного самолёта Ил-112В с теми же двигателями, что и на Ил-114-300, пожар в одном из них и вызвал катастрофу. Сертификация двигателя была отложена до устранения всех неисправностей. Весной 2023 года двигатель был сертифицирован.

## Лётно-технические характеристики
|                                                                   | Ил-114-100              | Ил-114-300         |
| ----------------------------------------------------------------- | ----------------------- | ------------------ |
| Фото                                                              |                         |                    |
| Страна                                                            | Россия                  | Россия             |
| Первый полёт                                                      | 1990                    | 2020               |
| Статус                                                            | Производство прекращено | Проходит испытания |
| Основные размерения                                               |                         |                    |
| Длина, м                                                          | 26,87                   | 26,9               |
| Высота, м                                                         | 9,324                   | 9                  |
| Размах крыла, м                                                   | 30                      | 29,87              |
| Ширина фюзеляжа, м                                                | 2,86                    |                    |
| Ширина салона, м                                                  | 2,28                    | 2,28               |
| Площадь крыла, м2                                                 | 81,9                    |                    |
| Масса пустого, т                                                  | 15,9                    | 15,9               |
| Масса снаряжённого, т                                             |                         | —                  |
| Нормальная взлётная масса, т                                      |                         | —                  |
| Максимальная взлётная масса, т                                    | 23,5                    | 23,5               |
| Лётно-технические характеристики                                  |                         |                    |
| Экипаж, чел.                                                      | 2                       | 2                  |
| Пассажировместимость, чел.                                        | 64                      | 64—68              |
| Грузоподъёмность, т                                               | 6,5                     | —                  |
| Полезная нагрузка, т                                              |                         | 6,8                |
| Практическая дальность при максимальной коммерческой загрузке, км | 1500                    | 2000               |
| Практическая дальность, км                                        |                         |                    |
| Перегоночная дальность, км                                        | 5100                    | 5000               |
| Практический потолок, м                                           | 8000                    | 7600               |
| Максимальная скорость, км/ч                                       |                         |                    |
| Крейсерская скорость, км/ч                                        | 500                     | 450                |
| Длина разбега, м                                                  | 1400                    | 730                |
| Длина пробега, м                                                  | 900                     | 440                |
| Силовая установка                                                 |                         |                    |
| Количество двигателей                                             | 2                       | 2                  |
| Тип двигателей                                                    | ТВ7-117С/СМ             | ТВ7-117СТ-01       |
| Мощность, л. с.                                                   | 2500/2620 × 2           | 2900/3100 × 2      |
| Тяга, кгс                                                         |                         | 4000               |
| Тяга на форсаже, кгс                                              |                         |                    |
| Мощность на чрезвычайном режиме, л. с.                            |                         | 3600 × 2           |
| Мощность на крейсерском режиме, л. с.                             |                         | 1500—2000 × 2      |
| Расход топлива на взлетном режиме                                 |                         | 0,190 кг/(л. с.⋅ч) |
| Расход топлива на крейсерском режиме                              |                         | 0,175 кг/(л. с.⋅ч) |
| Запас топлива, л                                                  | 8360                    | 8780               |
|                                                                   |                         |                    |
| Стоимость, млн долл. США                                          |                         | 19 (2020)          |

## Сравнение характеристик с конкурентами
Сравнение характеристик региональных самолётов представлено в статье Региональный самолёт.